# Gare de Vestby
La gare de Vestby est une gare ferroviaire norvégienne de la ligne d'Østfold, située sur le territoire de la commune de Vestby dans le comté d'Akershus.
Mise en service en 1879, c'est une gare de la Norges Statsbaner (NSB). Elle est l'œuvre de l'architecte norvégien Peter Andreas Blix. Elle est distante de 39,28 km d'Oslo. 

## Situation ferroviaire
La gare de Vestby est située sur la ligne d'Østfold, entre les gares de Ås et de Sonsveien.

## Service des voyageurs

### Accueil
C'est une gare ferroviaire sans personnel, mais disposant de deux automates, d'un abri, pour les voyageurs, sur chacun des deux quais et d'une salle d'attente ouverte du lundi au vendredi de 05h45 à 12h.

### Desserte
Vestby est desservie par des trains locaux en direction de Skøyen et de Moss.
Skøyen-Nationaltheatret-Oslo-Holmlia-Ski-Ås-Vestby-Sonsveien-Kambo-Moss.

### Intermodalités
Un parking, de 235 places, pour les véhicules et un parc à vélo couvert y sont aménagés. Un arrêt de bus est situé à proximité de la gare.